# Buczek (powiat świecki)
Buczek (niem. Butzig) – wieś w Polsce położona w województwie kujawsko-pomorskim, w powiecie świeckim, w gminie Jeżewo.
W latach 1975–1998 miejscowość należała administracyjnie do województwa bydgoskiego. Według Narodowego Spisu Powszechnego (III 2011 r.) liczyła 150 mieszkańców. Jest dziesiątą co do wielkości miejscowością gminy Jeżewo.

## Historia
Buczek to stara kociewska wieś. Pierwsza historyczna nazwa pochodzi z lat 1402-1409 i została zapisana jako Buczek. Następnie to: Buczk (1583 r.), Budzek (1782 r.), Butzk (1789 r.), Buczek (1880 r.), niem. Butzig. Nazwę wsi interpretuje się dwojako: 1 - nazwa topograficzna utworzona od wyrazu pospolitego "buczek" - mały buk, 2 - nazwa dzierżawcza pochodząca od nazwy osobowej(nazwiska) Buczek.
Pierwsza wzmianka historyczna o wsi pochodzi z lat 1402-1409 i występuje w rejestrach krzyżackich. W średniowieczu wieś zbudowana w kształcie widlicy z peryferyjnym rozproszeniem.Pierwszymi udokumentowanymi właścicielami Buczka były rody szlacheckie Kosów i Walewskich (1570 r.). W połowie XVII wieku wieś dzielona była przez trzech właścicieli: Lińscy, Niewieścińscy, Kozłowscy.Od 1676 r. Buczek należał do rodu Jaworskich i Kosów, następnie całą wieś posiadał ród Zboińskich (lata 1768-1787). Po wojnach napoleońskich, w wyniku zmian agrarnych dobra szlacheckie w Buczku przejęło państwo pruskie. W latach trzydziestych XIX stulecia część ich nabył ród Gordonów z pobliskich Laskowic.
Pierwsze informacje o obszarze wsi pochodzą z rejestrów krzyżackich (lata 1402-1409) i podają, ze wieś miała 18 łanów (około 306 ha), pod koniec XVIII wieku - 8 łanów (ok. 136 ha), w 1921 r. areał wsi liczył 341 hektarów. Pierwsze dane o liczbie mieszkańców pochodzą z 1772 r. i podają, że we wsi żyło 69 osób, w 1885 r. Buczek liczył 179 mieszkańców (161 ewangelików, 18 katolików). Na początku XIX stulecia władze pruskie uruchomiły we wsi szkołę. W 1886 r. w centrum Buczka wybudowano budynek szkolny, który przetrwał do dziś (po likwidacji szkoły w 1974 r. budynek pełni rolę mieszkania komunalnego).